# باسل فاضل
باسل فاضل (انگلیسی: Basil Fadhel؛ زادهٔ ۱۰ مهٔ ۱۹۶۳) بازیکن فوتبال اهل عراق بود.
وی همچنین در تیم ملی فوتبال عراق بازی کرده‌است.